# Wietnam na Letnich Igrzyskach Olimpijskich 2000
Wietnam na Letnich Igrzyskach Olimpijskich 2000 reprezentowało 7 zawodników, 3 mężczyzn i 4 kobiety.

## Zdobyte medale
| Medal  | Zawodnik       | Dyscyplina | Konkurencja               |
| ------ | -------------- | ---------- | ------------------------- |
| Srebro | Trần Hiếu Ngân | Taekwondo  | Waga lekka (57 kg) kobiet |